# 休恰格列布利亞
50°54′31″N 32°54′33″E / 50.90861°N 32.90917°E
休恰格列布利亞（烏克蘭語：Щуча Гребля），是烏克蘭北部的村莊，隸屬切爾尼希夫州的尼任區。該村始建於十七世紀，面積0.6平方公里，海拔高度142米，2006年人口325，人口密度每平方公里641.7人。